# Planomalinidae
Planomalinidae es una familia de foraminíferos planctónicos de la superfamilia Planomalinoidea, del suborden Globigerinina y del orden Globigerinida. Su rango cronoestratigráfico abarca desde el Albiense (Cretácico inferior) hasta la Cenomaniense (Cretácico superior).

## Clasificación
Planomalinidae incluye al siguiente género:
- Planomalina †

Otros géneros considerados en Planomalinidae son:
- Alanlordella †, también considerado en la familia Globigerinelloididae
- Biglobigerinella †, también considerado en la familia Globigerinelloididae
- Pseudoplanomalina †, también considerado en la familia Schackoinidae